# Benito Mazzi
Benito Mazzi (Re, 6 luglio 1938 – Santa Maria Maggiore, 24 aprile 2022) è stato uno scrittore e giornalista italiano.

## Biografia
Studi classici, per lungo tempo nella scuola e nel giornalismo, ha al suo attivo più di trenta libri tra romanzi, saggi e racconti. È stato tradotto e pubblicato in Francia, Germania, Svizzera, Ungheria, Romania, Grecia, Malta e negli Stati Uniti. Ha pubblicato con Rizzoli, Fabbri Editori, Priuli & Verlucca, Interlinea edizioni, Casagrande, Ediciclo, Luciano Conti, Quinta Generazione, Eos, Grossi, Alberti e altri editori.
Almeno quest'anno fammi promosso, presentato da Gaetano Afeltra, dopo sette edizioni nel formato classico, è stato inserito nella BUR e nella prestigiosa collana La Biblioteca del Corriere della Sera. Nel 1998, col romanzo Nel sole zingaro (Interlinea edizioni), è stato finalista al Premio Strega. Ha vinto anche il Premio Storia di Natale con Il sogno di Gibo e altri premi letterari fra i quali il Cesare Pavese, il Coni per la letteratura, il Selezione Bancarella Sport (due volte), il Gambrinus Mazzotti per la montagna. È stato finalista in molti altri premi, tra cui il Premio Biella Letteratura, presieduto da Raffaele Crovi, e il Premio Itas del libro di montagna presieduto da Mario Rigoni Stern. Nel 2001 gli è stato conferito dall'omonima rivista torinese il Premio Piemonte Vip per la cultura.
È stato per trent'anni, fino al dicembre 2003, direttore responsabile del settimanale Eco dell'Ossola - Risveglio ossolano, dove negli ultimi anni ha curato la rubrica di prima pagina In punta di penna. Socio onorario del Centro novarese di studi letterari, ha seguito l'attività culturale di molte associazioni della Val d'Ossola. Dal 2003 ha gestito con la moglie Marcella a Santa Maria Maggiore, in provincia di Verbania, la libreria - editrice Il Rosso e il Blu, che si occupa quasi esclusivamente di cultura alpina e del territorio ossolano.
È presente in numerose antologie letterarie fra le quali I luoghi delle parole, Geografia Letteraria del Piemonte. Il Novarese. Pianura, laghi, monti, a cura di Roberto Cicala e Giovanni Tesio, con un saggio introduttivo di Giorgio Bàrberi Squarotti.
Dal volume Coppi, Bartali, Carollo e Malabrocca la compagnia "The Company", del nuovo Teatro Tor Bella Monaca di Roma diretto da Michele Placido, ha tratto nel 2006 l'omonima riduzione teatrale e dal romanzo Giovan Maria Salati, una beffa che fruttò il primato, approfondita ricerca sul primo uomo al mondo che attraversò la Manica a nuoto, il regista e sceneggiatore Giancarlo Baudena, allievo di Ermanno Olmi, sta preparando la sceneggiatura di un film che sarà girato in Val Vigezzo, Francia e Inghilterra. In preparazione anche un film sul suo capolavoro, Nel sole zingaro.
Dal 2014 è presente nelle installazioni fisse del Museo UniversiCà sito a Druogno in Val Vigezzo. Lo scrittore, mediante dei filmati, accompagna i visitatori raccontando fatti e aneddoti sulla Valle.
Nel 2022, in occasione della sua scomparsa, è stata pubblicata da Interlinea un'edizione commemorativa del suo libro più importante, Nel sole zingaro. Storie di contrabbandieri, con presentazione di Bruno Gambarotta, e la rivista “Microprovincia” ha dedicato un numero a lui.

## Pubblicazioni
- Il piano delle streghe (1979), Libreria Giovannacci
- Il piano delle streghe (1989), La bancarella
- Il piano delle streghe fisica,diavoli visioni,segnali (2004)
- L'osteria dei Patrizi
- Fantasmi di Vigezzo
- Piccole storie ossolane
- Piccole storie ossolane due
- La formica rossa (1987), Leone Libreria editrice
- La formica rossa (2003), Priuli & Verlucca
- Litanie di una volta
- G.Maria Salati, una beffa che fruttò il primato
- Un uomo che conta, Interlinea
- Quando abbaiava la volpe, Interlinea
- Nel sole zingaro, Interlinea (selezione premio Strega)
- Il sogno di Gibo, Interlinea, collana le rane
- L'aquila di Tappia al Giro d'Italia, Interlinea
- Il colore le donne il vino il canto
- La civiltà del legno in Valle Vigezzo
- Vigezzo, la valle delle grandi storie
- Cervi in pineta
- La valle dei Miracolo
- Coppi, Bartali & Malabrocca
- Coppi, Bartali, Carollo e Malabrocca
- Almeno questanno fammi promosso
- Fam, füm, frecc. Il grande romanzo degli spazzacamini
- Vecchie storie di paese
- Us sent
- Come rondine vo
- Palmer, borraccia e via
- La storie di sunai
- La pacioliga: umori e sapori della vecchia Vigezzo
- Gli invincibili della neve, Interlinea edizioni
- Morello, la fugascìna e la febbre del Giro
- Amasgordi (La Vigezzo della memoria)
- Sotto la neve, fuori dal mondo (C'era una volta la scuola di montagna)
- Ferrovia Vigezzina, una storia di uomini
- La vera storia del gruppo folcloristico vigezzino
- La stagione del teatro a Malesco (2001)
- La società operaia di Vigezzo tra cronaca e storia (1985)
- Brigitte baciava anche i carabinieri
- L'alluvione del '78 in Valle Vigezzo (Mazzi-Pessina)
- Vita daburat (Mazzi-Don Cleto Barera)
- Val Vigezzo chiara pace
- La fontana del Megno
- Come un'avventura (non in commercio)
- La lunga estate del Menisep
- Pascoli sotto il cielo
- Piazza di provincia
- Kubler, Koblet, croci torti e pianezzi
- La ragazza che aveva paura del temporale, con presentazione di Giuliana Sgrena, Interlinea
- Il falsario sognatore. Un bohémien di provincia, Interlinea
- Sento che domani vinciamo. Una tragica storia di pallone, Interlinea